# Tom Blomqvist
Tom Blomqvist (ur. 30 listopada 1993 w Cambridge) – brytyjsko-szwedzki kierowca wyścigowy. Syn byłego rajdowego mistrza świata Stiga Blomqvista. Od 2010 występuje jako reprezentant Wielkiej Brytanii.

## Życiorys
Karierę rozpoczął w roku 2003, od startów w kartingu. W 2009 roku przeszedł do wyścigów samochodów jednomiejscowych, debiutując w Szwedzkiej Formule Renault oraz Pucharze NEZ. W obu seriach zmagania zakończył na 3. miejscu.
W roku 2010 przeniósł się do Brytyjskiej Formuły Renault. Reprezentując ekipę Fortec Motorsport, Blomqvist już w pierwszym podejściu sięgnął po tytuł mistrzowski. Pobił tym samym rekord Lewisa Hamiltona, zdobywając mistrzostwo w wieku nieskończonych jeszcze 17 lat (Hamilton miał skończone osiemnaście). W ciągu sezonu dwanaście razy stawał na podium, z czego trzykrotnie na najwyższym stopniu.
W sezonie 2011 Blomqvist startował w barwach szwedzkiej ekipy Perfomance Racing w Niemieckiej Formule 3. Tom czterokrotnie stanął na podium, z czego raz na najwyższym stopniu, na belgijskim torze w Zolder (po starcie z pole position). W wyniku absencji w dwóch ostatnich rundach, rywalizację ukończył na 6. pozycji.
W 2012 roku Brytyjczyk kontynuował starty w Formule 3. Został zgłoszony do Formuły 3 Euro Series, Europejskiej Formuły 3 oraz ATS Formel 3 Cup. Najlepiej spisał się w niemieckiej edycji, gdzie z dorobkiem 222 punktów uplasował się na 5 pozycji w klasyfikacji generalnej. W pozostałych seriach był siódmy.
Na 2013 sezon Blomqvist podpisał kontrakt z włoską ekipą EuroInternational na starty w Europejskiej Formuły 3. W ciągu 30 wyścigów, w których wystartował, trzykrotnie stawał na podium. Z dorobkiem 151,5 punktu uplasował się na siódmej pozycji w klasyfikacji generalnej.
W kolejnym sezonie startów Brytyjczyk przeniósł się do ekipy Jagonya Ayam with Carlin, obsługiwanej przez zespół Carlin. Wygrał sześć wyścigów oraz piętnastokrotnie stawał na podium. Po zaciętej walce z Maxem Verstappenem dorobek 420 punktów zapewnił mu tytuł wicemistrza serii.
W sezonie 2020/2021 w Formule E reprezentował chińską ekipę NIO 333 FE Team.

## Wyniki

### Podsumowanie
| Sezon | Seria                                     | Zespół                   | Wyścigi | Zwycięstwa | PP | NO | Podium | Punkty | Pozycja |
| ----- | ----------------------------------------- | ------------------------ | ------- | ---------- | -- | -- | ------ | ------ | ------- |
| 2009  | Brytyjska Formuła Renault (edycja zimowa) | Fortec Motorsport        | 2       | 2          | 0  | 2  | 2      | 68     | 7       |
| 2009  | Szwedzka Formuła Renault                  | Trackstar Racing         | 14      | 1          | 0  | 0  | 5      | 66     | 3       |
| 2009  | Formuła Renault 2.0 NEZ                   | Trackstar Racing         | 6       | 0          | 0  | 0  | 2      | 78     | 3       |
| 2010  | Brytyjska Formuła Renault                 | Fortec Motorsport        | 20      | 3          | 4  | 7  | 12     | 465    | 1       |
| 2011  | Formuła BMW Pacyfik                       | EuroInternational        | 1       | 0          | 0  | 1  | 1      | 0      | NS†     |
| 2011  | ATS Formel 3 Cup                          | Performance Racing       | 14      | 1          | 2  | 2  | 4      | 59     | 6       |
| 2012  | ATS Formel 3 Cup                          | EuroInternational        | 15      | 5          | 5  | 1  | 10     | 222    | 5       |
| 2012  | Grand Prix Makau                          | EuroInternational        | 1       | 0          | 0  | 0  | 0      | N/A    | 17      |
| 2012  | Europejska Formuła 3                      | ma-con Motorsport        | 20      | 0          | 0  | 0  | 2      | 117    | 7       |
| 2012  | Formuła 3 Euro Series                     | ma-con Motorsport        | 24      | 0          | 0  | 0  | 2      | 157,5  | 7       |
| 2013  | Masters of Formula 3                      | EuroInternational        | 1       | 0          | 0  | 0  | 0      | N/A    | 21      |
| 2013  | Europejska Formuła 3                      | EuroInternational        | 30      | 0          | 0  | 0  | 3      | 151,5  | 7       |
| 2013  | Grand Prix Makau                          | Fortec Motorsport        | 1       | 0          | 0  | 0  | 0      | N/A    | 8       |
| 2014  | Europejska Formuła 3                      | Jagonya Ayam with Carlin | 33      | 6          | 6  | 9  | 15     | 420    | 2       |
| 2014  | Grand Prix Makau                          | Jagonya Ayam with Carlin | 1       | 0          | 0  | 0  | 0      | N/A    | NS      |

† – Blomqvist nie był zaliczany do klasyfikacji.